# Храм Святого Яна (Прошково)
 Храм Святого Яна (бел. Касцёл Святого Яна) — католический храм в деревне Прошково, Витебская область, Белоруссия. Относится к Глубокскому деканату Витебского диоцеза. Памятник архитектуры в стиле деревянного зодчества, построен в конце XIX века. Включён в Государственный список историко-культурных ценностей Республики Беларусь (код 213Г000411).
Исторически известен как костёл св. Яна (Иоанна) или св. Рафаила, однако в настоящее время носит двойное имя — св. Яна и св. Антония.

## История
В советское время храм был закрыт и заброшен. В 90-х годах XX века возвращён католическому приходу и отреставрирован.

## Архитектура
Церковь представляет собой прямоугольный в плане сруб с пятигранной апсидой и боковыми ризницами. Двускатная гонтовая крыша переходит над апсидой в вальмовую. Над треугольным фронтоном фасада возвышается двухъярусная четырехгранная колокольня, увенчанная шатром. Вход в храм через низкий прямоугольный притвор под двускатной крышей. Горизонтально обшитые боковые фасады прорезаны арочными оконными проемами. Центральный и боковые алтари выполнены в технике стукко под серый мрамор. Внутри зал перекрыт плоским потолком. Над входом на всю ширину храма — хоры на балконе, который поддерживают два столба..
Рядом с храмом находится кладбище с несколькими старинными надгробиями.